# 皮特·約恩
皮特·約恩（Peter Joseph "Pete" Yorn，1974年7月27日—）是美國的一位歌手、吉他手和鼓手。他曾就讀於雪城大學。在畢業之後他搬往洛杉磯開始音樂生涯。迄今為止他已經发布了七張個人專輯。